# Озимек (гмина)
Озимек (пол. Ozimek) — городско-сельская гмина (волость) в Польше, входит как административная единица в Опольский повет (силезский), Опольское воеводство. Население — 21 148 человек (на 2004 год).

## Демография
| Перепись                       | Всего   | Всего | Женщины | Женщины | Мужчины | Мужчины |
| ------------------------------ | ------- | ----- | ------- | ------- | ------- | ------- |
| Единицы                        | человек | %     | человек | %       | человек | %       |
| Население                      | 21 148  | 100   | 10 767  | 50,9    | 10 381  | 49,1    |
| Плотность населения (чел./км²) | 167,2   | 167,2 | 85,1    | 85,1    | 82,1    | 82,1    |

## Сельские округа
1. Антонюв
2. Бестшинник
3. Хобе
4. Дыляки
5. Гродзец
6. Красеюв
7. Кшижова-Долина
8. Мнихув
9. Пусткув
10. Сходня
11. Щеджик

## Поселения
1. Едлице
2. Нова-Сходня

## Соседние гмины
1. Гмина Хшонстовице
2. Гмина Добродзень
3. Гмина Избицко
4. Гмина Колёновске
5. Гмина Стшельце-Опольске
6. Гмина Турава
7. Гмина Зембовице